# Sara Gabriela Baz Sánchez
Sara Gabriela Baz Sánchez. (Ciudad de México, 1976) es una historiadora del arte mexicana que se ha desempeñado como docente, investigadora, curadora, y coordinadora de exposiciones nacionales e internacionales. Fue directora del Museo Nacional del Virreinato (2015-2016), subdirectora del Museo Nacional de Arte (2007-2015) y directora de la misma institución (2016-2018).

## Trayectoria
Es doctora en Historia por el Colegio de México, maestra en Historiografía de México por la UAM, maestra en Estudios de Arte por la Universidad Iberoamericana y licenciada en Historia del Arte por la misma institución.
Obtuvo el Premio Edmundo O’ Gorman a la mejor tesis de maestría, en el marco de los Premios Nacionales INAH (2005). 
Fue docente en la Universidad Iberoamericana y en la Academia de San Carlos (UNAM).
Durante su gestión en el Museo Nacional de Arte sus propuestas se centraron en la línea educativa, la promoción y preservación del arte a través de diversas disciplinas como la enseñanza y la investigación.

## Publicaciones
Es autora de artículos publicados como: 
- Por el feliz tránsito de aquel moribundo: tradición y continuidad en las preparaciones para la muerte en el ámbito de Nueva España, El Colegio de México. 2015. [6]
- Los museos de arte frente a la vocación racional del nacionalismo. Gaceta De Museos, (73), 14–21. 2019 [7]

- La representación y viva imagen de V.M. La ausencia del rey y el poder de la emblemática.Revista electrónica de Historia Moderna 11 (42), 273.299. 2021[8]
- Museos y educación: encuentros y desencuentros (reflexiones para su investigación). Sara Gabriela Baz Sánchez, Valeria Sánchez Michel. Revista de Arte Ibero Nierika (18), 186-204. 2020 [9]